# Shawnee (Oklahoma)
Shawnee è una città degli Stati Uniti d'America, capoluogo della contea di Pottawatomie, nello Stato dell'Oklahoma, USA. La sua popolazione era costituita a luglio 2007 da 30 256 abitanti.

## Storia
Città della provincia americana, fa parte del comprensorio territoriale denominato Oklahoma City Metroplex-Shawnee.
La città prende il nome e fu fondata negli anni 1839-1840 da nativi Shawnee, provenienti dal Texas, dal Kansas e dal Missouri.
Situata sull'Interstate 40 ad est di Oklahoma City (dalla cui periferia dista a circa mezz'ora d'auto), è servita in direzione est-nord-est dalla compagnia McClellan-Kerr Arkansas River Navigation System che garantisce collegamenti con il golfo del Messico e la regione dei Grandi Laghi.
Già terra dei nativi americani Seminole, dotata di attrezzature per lo sport (in particolare il golf e gli sport acquatici praticati sugli Shawnee's Twin Lakes, i laghi gemelli), la città ha progetti economico-formativi in comune con la città giapponese di Nikaho, anche in virtù della presenza di uno stabilimento della TDK.
Secondo l'United States Census Bureau, la città ha un territorio pari a 115,7 km², di cui circa 109,5 km² di superficie terrestre e 6,2 km² (5,37%) di superficie fluviale o lacustre.
A Shawnee hanno sede il Gordon Cooper Technology Center, intitolato all'astronauta LeRoy Gordon Cooper, e due poli universitari: l'Oklahoma Baptist University e la St. Gregory's University.

## Galleria d'immagini

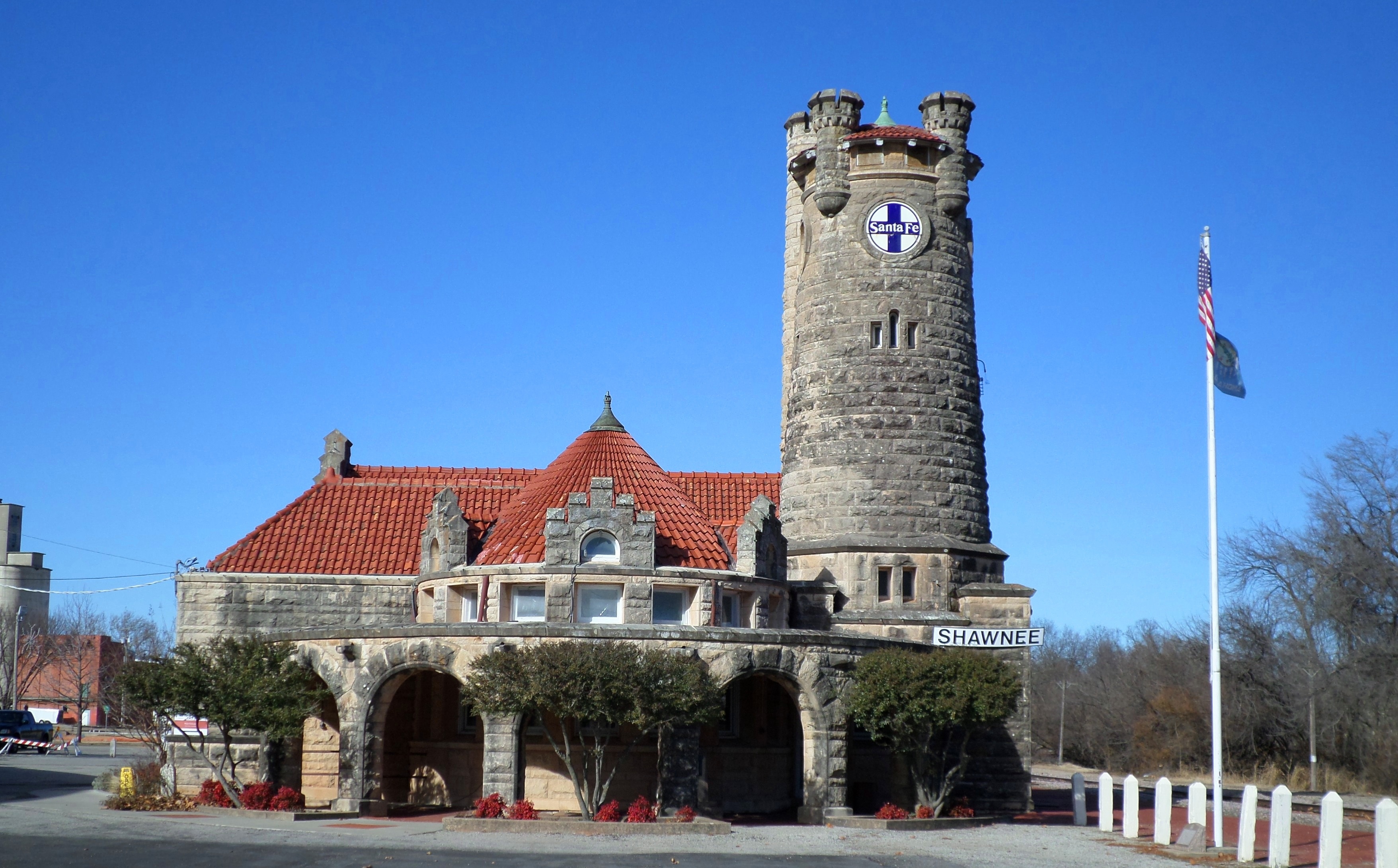
Il Santa Fe Depot Museum
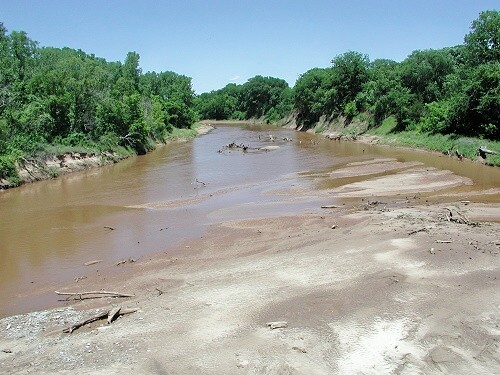
Il North Canadian River